# کاروانسرای بانک
کاروانسرای بانک مربوط به دوره قاجار - دوره پهلوی است و در همدان، میدان امام، خیابان بابا طاهر واقع شده و این اثر در تاریخ ۱۸ اسفند ۱۳۸۷ با شمارهٔ ثبت ۲۵۱۲۳ به‌عنوان یکی از آثار ملی ایران به ثبت رسیده است.